# Charles F. Caffrey Carriage Company
Die Charles F. Caffrey Carriage Company war ein Fahrrad- und Karosseriebauunternehmen in Camden (New Jersey).

## Beschreibung
Über die Anfänge der Firma ist wenig bekannt; sie muss vor 1876 gegründet worden sein, weil Angestellte des Unternehmens anlässlich des Gründungsjubiläums der Vereinigten Staaten in diesem Jahr eine Kornett-Formation bildeten.
Mit dem Automobilbau kam die Charles F. Caffrey Carriage Co. über die Konstrukteure Pedro Salom und Henry Morris in Verbindung. Sie stellten mit dem Electrobat das erste wirklich verwendbare Elektroauto der USA her. Caffrey baute von 1894 bis 1897 die Karosserien dieser Versuchsfahrzeuge und danach eine Anzahl Elektro-Taxis für die Electric Carriage & Wagon Company (EVWC). Der Entwurf stammte ebenfalls von Salom und Morris; diese hatten 1896 die ECWC gegründet. Sie ging 1897 in der Electric Vehicle Company auf.

## Caffrey Steam
1895 baute Caffrey einen einzelnen, technisch interessanten Dampfwagen für den Arzt Dr. F.L. Sweaney aus Philadelphia (Pennsylvania). Das Fahrzeug hatte vier kleine Dampfmaschinen zu je 3 PS (nach damaliger Berechnungsmethode), welche je ein Rad antrieben. Jedes konnte beliebig mit einem Hebel separat angesteuert werden, sodass zwischen 3 und 12 PS zur Verfügung standen; der Caffrey Steam konnte also auch mit Front- oder Allradantrieb gefahren werden.
Ein (offenbar gewolltes) sehr kutschenähnliches Aussehen in der zeittypischen Highwheeler-Bauweise täuscht leicht darüber hinweg, dass der Caffrey Steam einige innovative technische Lösungen bot. Der mit hochwertigem Leder bezogene Heizkessel wurde mit Öl beheizt. Er war im Bug quer zur Fahrtrichtung angeordnet, wo er außerdem die Funktion eines Spritzschutzes erfüllte. Treibstoff- und Wassertank waren unsichtbar unter dem Boden angebracht. Der offene Aufbau fasste sechs Personen. Fahrer und Beifahrer nahmen auf der Fahrersitzbank Platz und weitere vier Passagiere im Fond. Deren Sitzbänke waren längs seitlich angeordnet, der Zugang erfolgte über eine Türe im Heck (Wagonette oder Rear Entrance Tonneau). Der Dampfwagen hatte Elliptik-Blattfedern rundum und große, eisenbereifte Holzspeichenräder in der Art der Highwheeler. Gebremst wurde mittels Pedal, welches bei Betätigung gleichzeitig das Feuer für den Brenner löschte. Caffrey fand sogar eine Lösung, wie er mittels Dampfkraft das Lenken erleichtern konnte.
Ab 1898 stellte das Unternehmen auch Fahrräder her. Für das Modelljahr 1917 lieferte Caffrey die Werkskarosserien für den kurzlebigen Biddle, einen Luxuswagen, der 1915–1922 in Philadelphia gebaut wurde.